# ولسوالی خوگیانی

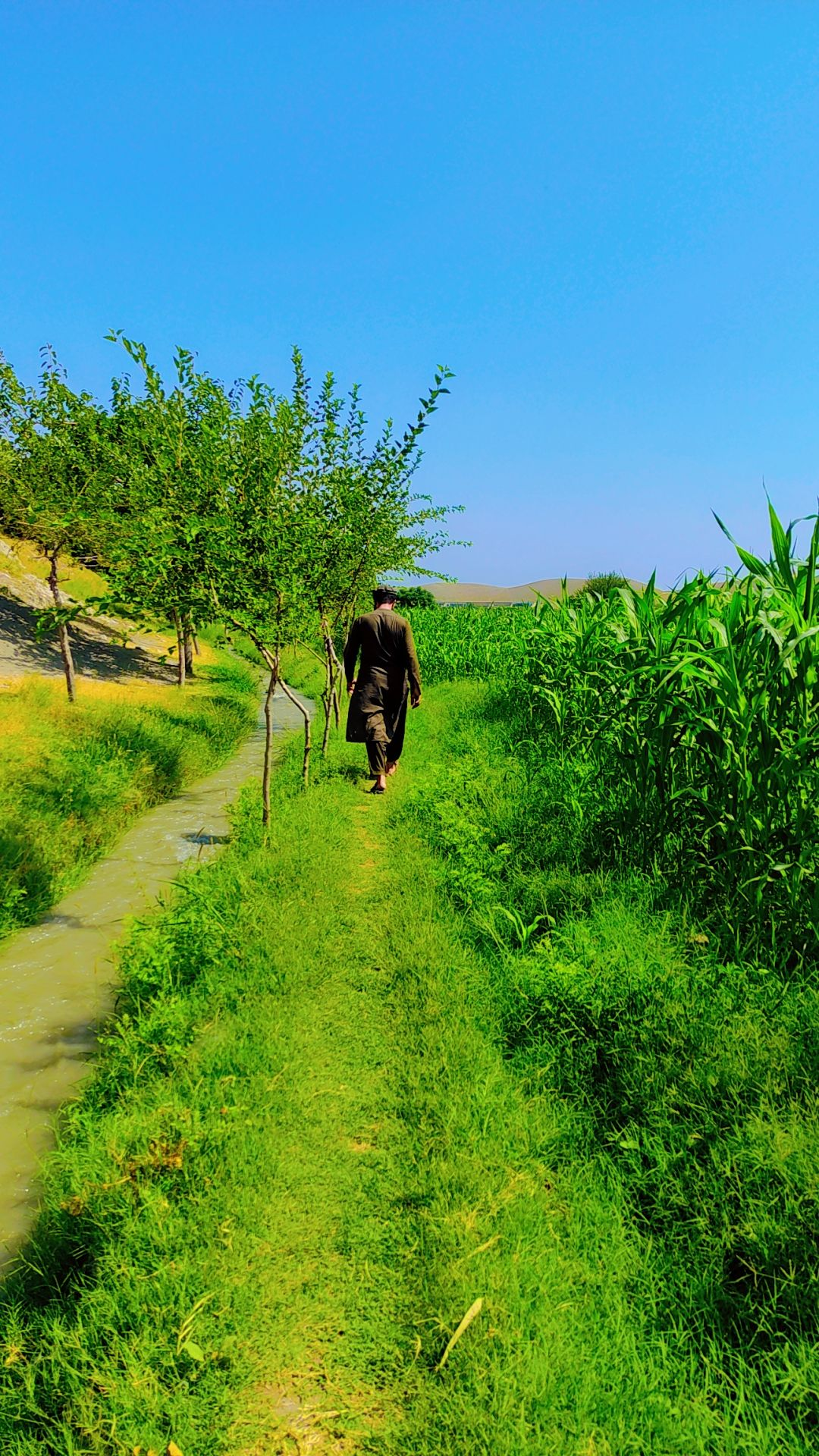

خوگیانی ولسوالی در جنوب ولایت ننگرهار افغانستان و هم مرز با پاکستان است. جمعیت آن کاملاً پشتون است و در سال 2002 حدود 146852 نفر تخمین زده شد. مرکز ولسوالی روستای (کږه) است. دفتر فرماندار منطقه، دادگاه منطقه، بیمارستان منطقه، و سایر سازمان های دولتی دفتر خود را در (کږه) برگزار می کنند. (کږه)مرکز اقتصادی منطقه است. با این حال وزیر دومین بازار بزرگ است. اخیراً شهر (کږه) از طریق جاده قیر شده به شهر جلال آباد متصل شده است. وزیر همچنین از طریق یک جاده قیر شده با (کږه) متصل است.
طرف غرب قبیله خوگیانی ولسوالی حصارک ، طرف جنوب کورمی ایجنسی و خط دیورند طرف شرق قیبله شینواری و طرف شمال آن ولسوالی سرخرود قرار دارند.
مناطق مشهور ولسوالی خوگیانی ـ وزیر ، کږه ، زاوه، کیلغو ، ماما خیل ، بیهار او کلی خیل بخصوص منطقه وزیر دارای زیبایی های طبیعی دارای آب و هوایی عالی و جای های سر سبز  و دیدی دارد .
ولسوالی خوگیانی میوه های مختلف وجود دارد مشهور آن انار ، انجر ، توت ، انگور میباشد .
مردم ولسوالی خوگیانی عموما مصروف زراعت و مالداری هستند در زمین های زارعتی آنها گندم ، جواری و محصولات زراعتی کشت می شود.
هوایی ولسوالی خوگیانی در فصل  تابستان معتدل و در زمستان هوایی سرد و برفی دارد .

## تاریخ خوگیانی
خوگیانی یک قبیله پشتون است .
نظر به شجره عنعنوی خوگیانی فرزند ( ککی) و‌ نواسه ( کرلان) است .
نظر به روایت تاریخی نخست مردم قبیله خوگیانی در خوست زندگی می‌کردند . در زمان پادشاهی ( مغول) نورالدین جهانگیز ۱۵۶۹- ۱۶۲۷ میلادی مردم قبیله غلجی مربوط منطقه زرمت بر آنها یورش بردند و آنها را از این منطقه فرار دادند  که به سرزمین اصلی شان انتقال یافتن.
مردم قبیله خوگیانی در ولسوالی های شیزراد و پچیراگام نیز اقامت دارد و شماری زیادی ازی مردم در این ولسوالی ها ساکن هستند همچنان مردم قبیله خوگیانی در مرکز ولایت ننگرهار ( جلال آباد) ، کابل ، کندز ، بغلان ساکن هستند .
در ولسوالی خوگیانی یک باغ باستانی و مشهور بنام ( میمله) موقعیت دارد